# Agnez Mo
Agnes Monica Muljoto, bolje poznana pod psevdonimom Agnez Mo, indonezijska pop pevka, * 1. julij 1986, Džakarta, Indonezija.